# Konterapproche
Konterapproche ist ein Begriff aus dem Festungsbau.
Die Konterapproche war eine Form der Approche, die bei der Verteidigung einer Festung gegen den Förmlichen Angriff von Kollateralwerken oder aus den Intervallbefestigungen flüchtig vorangetrieben wurden und an ihrem Ende zu einem Stützpunkt für Infanterie oder leichte Geschütze ausgebaut wurden.
Mit Konterapprochen versuchte man, die Annäherungsarbeiten des Angreifers zu stören oder zu unterbinden. Sie waren ein wirksames Mittel aktiver Verteidigung von Festungen.